# Ultra-Lounge
Ultra-Lounge ist eine Reihe von Kompilation-CDs, die von Capitol Records herausgegeben wurde und Musik vor allem aus den 1950er und 1960er Jahren in den Genres wie Exotica, Easy Listening, Space-Age-Pop, Mambo, TV-Titelsongs und Lounge enthält. Die CDs sind inzwischen auch als digitale Downloads erhältlich.
Jede CD enthält ausführliche Begleitnotizen mit zwei Getränkerezepten, Tipps zum Servieren von Getränken und oft auch Fotos von Skulpturen, die aus Barkeeper-Utensilien und anderen Gegenständen hergestellt wurden.
Die Veröffentlichung der Reihe begann Anfang 1996 während des Swing- und Easy-Listening-Revivals. Seit 2009 sind die neueren Veröffentlichungen nur noch als Download bei Amazon.com, iTunes oder Spotify erhältlich.
Einige Ausgaben der Serie schafften es in die Billboard Jazz Top 10. Die Verkäufe nach den ersten Jahren erreichten Berichten zufolge über 750.000 Einheiten. 1997 gewannen die Art-Direktoren Andy Engel und Tommy Steele für das Verpackungsdesign des Leopard-Skin-Samplers den Grammy-Auszeichnung für die beste Tonträgerverpackung. Eine weitere Grammy-Nominierung folgte 2000 für den Tiki-Sampler.

## Diskografie

### CD-Veröffentlichungen mit mehreren Künstlern
- Volume 1: Mondo Exotica (Mysterious Melodies & Tropical Tiki Tunes)
- Volume 2: Mambo Fever (Samba! Rhumba! Hot Cha-Cha-Cha!)
- Volume 3: Space Capades (Atomic-Age Audities and Hi-Fi Hi-Jinks!)
- Volume 4: Bachelor Pad Royale (Midnight Music for Cool Cats!)
- Volume 5: Wild, Cool & Swingin' (Finger Snappin' Vocals & Cocktails After Dark)
- Volume 6: Rhapsodesia (Music and Martinis For Lovers Only!)
- Volume 7: The Crime Scene (Spies, Thighs & Private Eyes!)
- Volume 8: Cocktail Capers (Mondo Space-Age Bachelor Pad A-Go-Go!)
- Volume 9: Cha-Cha de Amor (From Mamboland to Bossa Novaville)
- Volume 10: A Bachelor In Paris (Martinis Du Jour, with a French Twist!)
- Volume 11: Organs In Orbit (Super-cool Keyboards, Over-heated Hammonds)
- Volume 12: Saxophobia (A Horn-a-copia of Sax-ual Delights!)
- Volume 13: TV Town (Prime-Time Tunes From the Tube)
- Volume 14: Bossa Novaville (So Cool. So Sexy. So Rio. So Ipanema.)
- Volume 15: Wild, Cool & Swingin' Too! (More Snappy Vocals, More Las Vegas Style)
- Volume 16: Mondo Hollywood (Movie Madness From Tinsel Town)
- Volume 17: Bongoland (Spicy Latin Licks, Hot Voodoo Chicks)
- Volume 18: Bottoms Up! (Jet Set Cocktails With A Groovy Twist)
- On The Rocks, Part One (Rock 'n' Roll Hits Distilled for Easy Listening)
- On The Rocks, Part Two (Rock 'n' Roll Hits Distilled for Easy Listening)
- Christmas Cocktails, Part One (Hi-Fi Holiday Cheer from Santa's Pad)
- Christmas Cocktails, Part Two (Another Round of Cool Holiday Spirits)
- Christmas Cocktails, Part Three (Yule Tide Cheer Through the Year)
- Vegas Baby! (High Rolling, Sure Thing, Jackpot!)

### Sampler-CDs zur Serie
- The Best of Christmas Cocktails
- Ultra-Lounge Sampler (auch bekannt als "Fuzzy Leopard" Sampler)
- Tiki Sampler
- Welcome to the Ultra-Lounge Promo Sampler (auch bekannt als "White Coaster Music Sampler – Volume 1")
- Welcome to the Ultra-Lounge Promo Sampler (auch bekannt als "Green Coaster Music Sampler – Volume 2")

### Ultra-Lounge Artist Series (Künstlerspezifische Kompilationen)
- Cocktails With Cole Porter
- The Romantic Moods of Jackie Gleason
- The Exotic Moods of Les Baxter
- The Exotic Sounds of Martin Denny
- Wild, Cool & Swingin' – Artist Series Vol. 1: Louis Prima and Keely Smith
- Wild, Cool & Swingin' – Artist Series Vol. 2: Bobby Darin
- Wild, Cool & Swingin' – Artist Series Vol. 3: Mrs. Miller
- Wild, Cool & Swingin' – Artist Series Vol. 4: Wayne Newton
- Wild, Cool & Swingin' – Artist Series Vol. 5: Julie London
- Wild, Cool & Swingin' – Artist Series Vol. 6: Sam Butera and The Witnesses

### Nur als Download erhältliche Kompilationen
- Wild, Cool, & Swingin' 3! (More Snappy Vocals, More Las Vegas Style)
- Divas Las Vegas! (Smokin' Vocals from the Sirens of Sin City)
- Hey Bartender! (Happy Hour, Last Call)
- Big Apple Martini! (East Side, West Side, Uptown, Downtown)
- Ciao Bella! (Mondo Italiano)
- Jet Set Swingers! (Book Your Flight, Grab Your Passport)
- Mucho Gusto! (A Swingin' Fiesta South of the Border)
- Vegas Baby, Too! (Double Down, Hit the Jackpot)
- Nursery Rhythms! (The ABC's & 123's of Bachelor Pad Living)
- Christmas Cocktails, Vol. Four (Yule Tide Cheer Through the Year)

Die Ausgaben sieben bis zwölf enthalten nicht aufgelistete Bonustracks, meist von Renzo Cesana.